# اليكس مكدونالد
اليكس مكدونالد (بالإنجليزية: Alex MacDonald)‏ (17 مارس 1948 بغلاسكو في المملكة المتحدة - ) هو مدرب كرة قدم ولاعب كرة قدم بريطاني في مركز الوسط. شارك مع منتخب اسكتلندا لكرة القدم. أما مع النوادي، فقد لعب مع سانت جونستون ونادي رينجرز وهارت أوف ميدلوثيان ورابطة كرة القدم الاسكتلندية الحادية عشر ‏.